# Chico César
Chico César, pseudonimo di Francisco César Gonçalves (Catolé do Rocha, 26 gennaio 1964), è un cantante, compositore, scrittore e giornalista brasiliano.

## Biografia
Nato all'interno dello Stato Paraíba, a 16 anni andò a João Pessoa, dove si è laureato in giornalismo all'Università Federale di Paraiba, nello stesso tempo partecipava al gruppo Jaguaribe Carne, che faceva poesia d'avanguardia.
Poco dopo, a 21 anni, si trasferì a San Paolo, lavorando come giornalista e revisore dei testi, si perfezionò nella chitarra, moltiplico le sue composizioni e formò il suo pubblico. La sua carriera artistica ebbe ripercussioni internazionali. La maggior parte delle sue canzoni sono poesie di elevato fascino linguistico.
Nel 1991, fu invitato a fare una tournée in Germania, e il successo lo ha portato a lasciare il giornalismo per dedicarsi solo alla musica. Fondò un gruppo Cuscuz Cla e iniziò a presentarsi nel club di San Paolo Blen Blen Club. Già nel 1995 pubblicò il suo primo disco Aos vivos. Nel 2005 pubblicò il suo primo libro Cantáteis, cantos elegíacos de amizade (Cantate, canzoni di elegiaca amicizia) dall'editore Garamond
Assume la carica di presidente della Fondazione Culturale di João Pessoa (Funjope) nel maggio 2009.

## Discografia
- Aos Vivos (1995)
- Cuzcuz Clã (1996)
- Beleza Mano (1997)
- Mama Mundi (2000)
- Respeitem meus cabelos, brancos (2002)
- De uns tempos pra cá (2006)
- Francisco, forró y frevo (2008)

## Composizioni
- "À Primeira Vista" – Daniela Mercury, Rei_do_gado#Trilha_sonora|Rei do Gado - Trilha Sonora e Feijão com Arroz (1996)
- "Pensar em Você" – Daniela Mercury, Belíssima - Trilha Sonora Nacional e Balé Mulato (2005)